# Теверино (Витербо)
Теверино је насеље у Италији у округу Витербо, региону Лацио.
Према процени из 2011. у насељу је живело 17 становника. Насеље се налази на надморској висини од 334 м.